# Legion of Merit
A Legion of Merit egy amerikai katonai kitüntetés. Azok a katonák kaphatják meg, akik "Kiemelkedő harci teljesítmény során kivételesen bátor magaviseletet" tanúsítottak. Legtöbbször kiemelkedő szolgálatvégzésért adományozzák, gyakran a nyugdíj előtti utolsó, legmagasabb kitüntetésként. A Legion of Meritet nem csak amerikai katonák kaphatják meg -  külföldi politikusok és katonák számára is elérhető. A Legion of Merit egy a hat nyakba akasztható kitüntetés közül (ilyen még Medal of Honor, a Presidential Medal of Freedom, a Public Safety Officer Medal of Valor, a 9/11 Heroes Medal of Valor és a Chaplain's Medal for Heroism). Abban más a többitől, hogy ez az egyetlen amerikai katonai kitüntetés, amelynek fokozatai is vannak.
A Legion of Merit az USA egyik magas szintű katonai kitüntetése. Magasabb rangú például a Defense Superior Service Medal és alacsonyabb a Distinguished Flying Cross.

## Odaítélése
A Legion of Merit fokozatait a külföldi haderők tagjai vagy azok vezetői kaphatják meg. Az adományozott fokozat elsősorban a kitüntetett rendfokozatától vagy beosztásától függ:
1. Chief Commander (főparancsnok) - államfő vagy kormányfői szintű. Ezt a fokozatot Franklin D. Roosevelt elnök néhány szövetséges parancsnoknak is odaítélte a második világháborúban, több ország részvételével lefolytatott partraszállásért vagy invázióért.
2. Commander (parancsnok) - amerikai vezérkari főnöknek megfelelő beosztás, de már nem államfői szint.
3. Officer (tiszt) - amerikai tábornoknak vagy vezérkari tisztnek megfelelő, a vezérkari főnök alatti rendfokozatok kaphatják; ezredesi vagy annak megfelelő rendfokozat, amelyet az amerikai haderőkben tábornokok vagy vezérkari tisztek töltenek be; katonai attasék.
4. Legionnaire (légiós) - minden más, feljebb nem említett rendfokozatú és állományú kitüntetett

Ha a kitüntetett az amerikai haderő tagja, akkor a kitüntetést fokozat nélkül kapja. A kitüntetés odaítélésének feltételei:
- "Kiemelkedő harci teljesítmény során tanúsított kivételesen bátor magaviselet"
- A hőstett egyértelműen kiemelkedő jellegű volt
- A kitüntetéshez nem elég a fegyvernem, beosztás, rang vagy tapasztalat által megkövetelt szokványos viselkedés
- Harci helyzeteken kívül még szigorúbb a kitüntetés elbírálása, és jelentős hőstett végrehajtására van szükség
- Békeidőben különleges helyzetben vagy kiemelkedően nehéz helyzetben végrehajtott, példátlan és egyértelműen kiemelkedő hőstettre van szükség

A Legion of Merit fokozatai és a kitüntetés formája sokban hasonlítanak a francia Becsületrendre.

## Formái
| Chief Commander | Commander | Officer | Legionnaire |
| --------------- | --------- | ------- | ----------- |
|                 |           |         |             |
| Szalagsáv       |           |         |             |
|                 |           |         |             |

- A Chief Commander Degree (főparancsnoki fokozat) érméje egy zöld babérkoszorún nyugvó, alul arany rozettával összefogott, domború, fehérszegélyű, karmazsinvörös ötágú csillag. A csillag csúcsai befelé forduló V alakúak, csúcsain arany golyóbisokkal. Az érme közepén egy kék korongot arany felhők vesznek körbe. A korongon 13 fehér csillag utal az Egyesült Államok címerére. Az ötágú csillag karjai között, a babérkoszorún belül, kifelé álló hegyú, egymást keresztező nyilak találhatók. Az érme átmérője 75 mm, hátlapjának közepére a "UNITED STATES OF AMERICA" szöveget gravírozták. A szalagsávon vízszintes aranyrúdon az érme miniatűr mása látható.
- A Commander Degree (parancsnoki fokozat) kinézetében szinte megegyezik a főparancsnoki fokozattal, ám átmérője csak 57 mm és az érmét az ötágú csillag felső karján egy aranykoszorún található gyűrű kapcsolja a 49 mm széles nyakszalaghoz. A karmazsinvörös szalag belső és külső szélén a fehér csík 2–2 mm széles. Az érme hátoldala fehér zománc, karmazsinvörös szélekkel. A hátoldal közepén egy korongra kerül felvésésre a kitüntetett neve, amelyet körbevesz az "ANNUIT COEPTIS MDCCLXXII" szöveg. Egy külső tekercsen a "UNITED STATES OF AMERICA" szöveg olvasható. A parancsnoki fokozat szalagsávja megegyezik a főparancsnokiéval, de itt a kisdíszítés ezüstből készült.
- Az Officer Degree (tiszti fokozat) érméje hasonlít a parancsnoki fokozatra, de átmérője 48 mm és aranykoszorú helyett gyűrű kapcsolja a szalaghoz. A szalagon az érme 19 mm átmérőjű kicsinyített, arany másolata látható.
- A Legionnaire Degree (légiós fokozat) valamint az amerikai katonáknak adott Legion of Merit a tiszti fokozattal megegyezően néz ki, de a szalagon nem található az érme másolata.

A szalagsáv mindegyik fokozat esetében a szokásos 35 mm széles. Alul és felül 2–2 mm magas fehér sáv, közöttük 31 mm maga karmazsinvörös sáv.
A hátlapokon olvasható "ANNUIT COEPTIS" az Az Amerikai Egyesült Államok nagypecsétje található szövegre utal, jelentése "(Isten) helyesli szándékainkat". Az évszám MDCCLXXXII 1782-nek felel meg - ebben az évben adták át az első amerikai katonai kitüntetést, amelyből később kialakult a Purple Heart. A szalag színe is a Purple Heart szalagjának színére utal.

## Külső hivatkozások
- Legion of Merit - Története, képek
- Más kitüntetések